# Juan Carlos Altavista
Juan Carlos Altavista (Buenos Aires, 4 de enero de 1929-Buenos Aires, 20 de julio de 1989) fue un actor, cantante y conductor de radio argentino.

## Biografía
De origen humilde, los comienzos de Juan Carlos Altavista se remontan al Teatro Infantil Lavardén. En este teatro tuvo como compañeras a Julia Sandoval y a Beba Bidart, ya encaminado en el ambiente artístico aprendió de actores como Narciso Ibáñez Menta, Francisco Petrone y Luis Sandrini.
Con Raquel Álvarez, su mujer de toda la vida, tuvo tres hijos: Maribel -exesposa del comediante Miguel Ángel Rodríguez, madre de Imanol y Felipe-, Ana Clara y Juan Gabriel. «Mi mujer, sinceramente, es lo más lindo que me pasó en la vida», dijo dos años antes de morir.

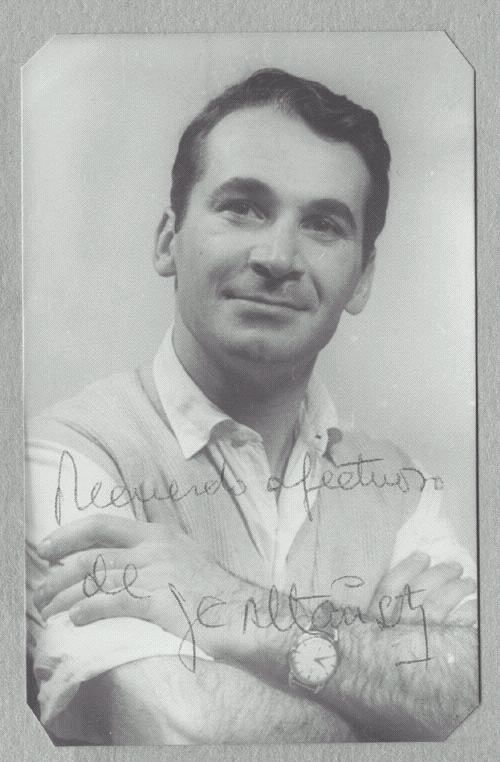
Fotografía de Juan Carlos Altavista con autógrafo: «Recuerdo afectuoso de JC Altavista».

El personaje que lo hizo famoso fue Minguito Tinguitella, nacido de una idea de Juan Carlos Chiappe. Se trataba de un ciruja que trabajaba en la quema -como se le llama en Argentina al vertedero o basurero-, tirando de un carro. Vestía boina y alpargatas. Tuvo mucho éxito en radio y teatro.
Tiempo después Minguito se suma a Polémica en el bar, un sketch en el programa cómico televisivo Operación Ja Ja que más tarde se presentó como programa autónomo, con la participación de Jorge Porcel, Fidel Pintos, Javier Portales, Vicente La Russa, Mario Sánchez y Adolfo García Grau. Desde ese momento, Minguito cambió su vestimenta a raíz de un juego simbólico de Altavista que quiso hacerle un homenaje a su padre, a quien no pudo acompañar al fallecer. Más tarde, en un reportaje, el actor diría: «Me puse ropas de él. Su sombrero, el saco, la camisa, el echarpe, un cinto grueso de cuero. Y le agregué zapatillas de paño y palillo en la boca».
Altavista actuó además en numerosas películas de diversos géneros, en muchas de ellas con su personaje Minguito, destacándose siempre por su comicidad. Entre otros premios, en 1981 obtuvo el Diploma al Mérito de los Premios Konex como uno de los más importantes actores cómicos de Argentina, consiguiendo además el Konex de Platino.

## Fallecimiento
Falleció el 20 de julio de 1989, mientras grababa escenas para ¡Vamos Mingo, todavía! de un ataque cardíaco, debido a que padecía una enfermedad llamada síndrome de Wolff-Parkinson-White, que le producía taquicardias paroxísticas (aceleración con descontrol del ritmo cardíaco). Sus restos descansan en el Cementerio de Olivos.

## Frases
- «¡Que hacé’, tri tri!» (saludo, apelativo que le puso a Jorge Porcel, que se volvió muy popular).
- «Hay que levantarle un manolito» (por monolito, y este por ‘monumento’).
- «¡Sé’gual!» (‘es igual’).
- «¡Gomía!» (‘amigo’).

## Filmografía
- Melodías de América (1942).
- Juvenilia (1943).
- Cuando en el cielo pasen lista (1945).
- Corazón (1947).
- Los hijos del otro (1947).
- Madame Bovary (1947).
- Vacaciones (1947).
- Los Pérez García (1950).
- Camino al crimen, como Luis (1951).
- Pocholo, Pichuca y yo (1951).
- La última escuadrilla (1951).
- Paraíso robado (1952).
- La tía de Carlitos (1953).
- Sangre y acero, como Antonio (1956).
- En la vía, inédita (1959).
- Todo el año es Navidad (1960).
- La novia (1961).
- La murga (1963).
- Los evadidos, como Eusebio Carmona, alias "’Fetivamente" (1964).
- El gordo Villanueva (1964).
- Orden de matar (1965).
- Escándalo en la familia (1966).
- ¿Quiere casarse conmigo? (1967).
- Esto es alegría, como Tito (1967).
- Flor de piolas (1967).
- Lo prohibido está de moda (1968).
- La casa de Madame Lulú (1968).
- El derecho a la felicidad (1968).
- Che, ovni (1968).
- Villa Cariño está que arde (1968).
- Carne, como José García (1968).
- Amor libre (1969).
- El salame (1969).
- Los muchachos de mi barrio, como Fatiga (1970).
- El caradura y la millonaria (1971).
- El mundo que inventamos, como Nicola (1973).
- Minguito Tinguitella papá, como Minguito (1974).
- Las procesadas (1975).
- No hay que aflojarle a la vida (1975).
- Don Carmelo, il Capo, como el vendedor de armas (1976).
- Brigada en acción, como Cacho Bongiorno (1977).
- El divorcio está de moda (de común acuerdo) (1978).
- Amigos para la aventura (1978).
- La nona, como Chicho (1979).
- Vivir con alegría, como Carozo (1979).
- ¡Qué linda es mi familia!, cameo (1980).
- Diablito de barrio, cameo (1983).
- Mingo y Aníbal, dos pelotazos en contra, como Minguito (1984).
- Mingo y Aníbal contra los fantasmas, como Minguito (1985).
- Las barras bravas, como Eduardo (1985).
- Mingo y Aníbal en la mansión embrujada, como Minguito (1986).
- Tres alegres fugitivos, como Minguito (1988).

## Radio
- El clan del aire (1976-1989).  Radio Rivadavia.
- Cada mañana con Mingo (Radio Continental, años '80).

## Televisión
- Operación Ja Ja y Polémica en el bar, humorísticos (1963-1984).
- El club de Anteojito y Antifaz, infantil (El Trece,1964).
- Supermingo, humorístico (Canal 11, 1987-1988). Premio Argentores.
- Vamos Mingo todavía, humorístico (Tevedós, 1989).

## Teatro[1]
- 1972: Gran despliplume en el Maipo
- 1970: Minguito y el perro
- 1968: Las 40 primaveras
- 1966: Juanita la popular.
- 1963: Los millones de Orofino
- 1949: ¿Sabe usted plantar repollos?

## Discografía
- 1979: Minguito Tinguitela, POLYGRAM
- 1980: MINGUITO le canta a la VIEJA en el Día de la Madre (Simple), MICROFON
- 1981: Un guionista de película, CBS